# VIA Envy

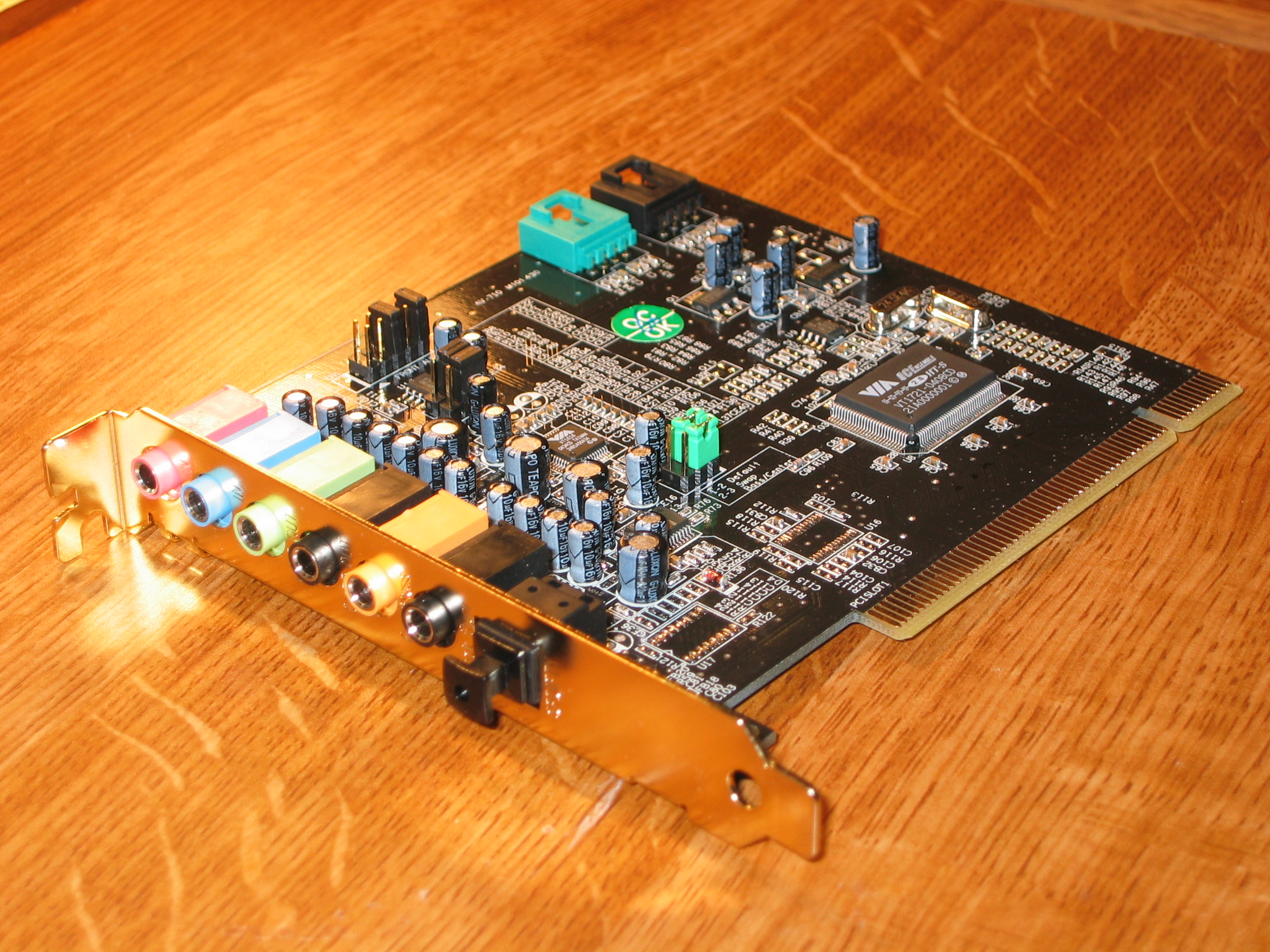
Placa de som baseada no controlador VIA Envy24 HT-S

VIA Envy é uma linha de controladores de audio desenvolvidos pela IC Ensemble Inc., atualmente, subsidiária da VIA Technologies de Taiwan.
Esses controladores são destinados ao mercado de computadores pessoais e estão capacitados, em sua maioria, à execução de audio com resolução de 24 bits.